# Список островів Каспійського моря
Список островів Каспійського моря

## Азербайджан
- Чилов
- Яшма (острів)
- Підводні острови

### Бакинський архипелаг
- Кюр-Даши
- Хиль
- Ігнат-Даши
- Кара-Су
- Зенбиль
- Гум
- Даш-Зиря
- Бьоюк-Зиря
- Чигил
- Сенг-Мугань
- Хере-Зиря
- Бабурий
- Гутан (острів)
- Внутрішній Камінь
- Кюр-Дили
- Куринський
- Новоіванівський

## Іран
- Ашур-Ада

## Туркменістан
- Огурчинський

## Казахстан
- Великі Пішні острови
- Джамбайський острів
- Зюдев
- Спіркін Осередок
- Сомовий
- Соменя
- Баб’ячий
- Середній
- Коневський Осередок
- Тюленячі острови

## Росія
- Чечень
- Тюленів
- Верхній Осередок
- Нордовий
- Морська Чапура
- Острів Чистої Банки
- Зюдев
- Коневський
- Сьомий
- Блінов
- Баткачний
- Лихачов
- Нижній
- Малий Сетний
- Великий Сетний
- Малий Зюдостинський
- Великий Зюдостинський
- Хохлатський
- Піщаний
- Маленький
- Зелененький
- Морський Бірючок
- Морський Іван-Караул
- Пригунки
- Малий Жемчужний
- Базар
- Пічужонок
- Яєчний